# 环喉雀
环喉雀（学名：Amadina fasciata），是梅花雀科环喉雀属的一种，分布于津巴布韦、科特迪瓦、赞比亚、埃塞俄比亚、厄立特里亚、贝宁、塞内加尔、尼日尔、乍得、马里、安哥拉、索马里、南非、毛里塔尼亚、喀麦隆、纳米比亚、加纳、尼日利亚、肯尼亚、坦桑尼亚、博茨瓦纳、冈比亚、葡萄牙（引进种）、苏丹、马拉维、布基纳法索、多哥、乌干达和莫桑比克。全球活动范围约为3,350,000平方千米。该物种的保护状况被评为无危。
环喉雀的平均体重约为15.4克。栖息地包括干燥的稀树草原、亚热带或热带的（低地）干燥疏灌丛和亚热带或热带的（低地）干草原。